# Liste des sites classés et inscrits de l'Aude

Le département de l'Aude en rouge sur la carte

Cet article recense les sites classés et inscrits dans l'Aude, en France.

## Listes

### Sites classés
La liste suivante recense les sites classés de l'Aude.
Les sites peuvent être classés suivant un ou plusieurs critères : artistique, pittoresque, scientifique, historique, légendaire (ou tout critère).
| Site                                                                 | Communes | Date                        | Superficie (ha) | Critères et notes | Coordonnées                 | Photo |
| -------------------------------------------------------------------- | --- | --------------------------- | --------------- | --- | --------------------------- | ----- |
| Ensemble formé par la rigole de la plaine et la rivière le Laudot    | Airoux, Les Brunels, Les Cassés, Labastide-d'Anjou, Montferrand, Montmaur, La Pomarède, Saint-Paulet, Soupex | 16 octobre 2001             | 243,15          | Historique, pittoresque et scientifique Le site s'étend également sur les départements de Haute-Garonne et du Tarn. Les rigoles acheminent l'eau de la montagne Noire vers le canal du Midi ; ce dernier forme un site inscrit au patrimoine mondial.                                                      | 43° 25′ 15″ N, 1° 57′ 59″ E |       |
| Paysages du système d'alimentation du canal du Midi                  | Airoux, Les Brunels, Les Cassés, Labastide-d'Anjou, Lacombe, Montferrand, Montmaur, La Pomarède, Saint-Paulet, Saissac, Soupex, Villemagne | 13 janvier 2022             | 3 892,36        | Historique, pittoresque et scientifique Le site s'étend également sur les départements de Haute-Garonne et du Tarn. Il concerne des terrains situés de part et d'autre du site classé précédent. Le canal du Midi est inscrit au patrimoine mondial.                                                       | 43° 24′ 23″ N, 1° 59′ 46″ E |       |
| Canal du Midi                                                        | Alzonne, Argeliers, Argens-Minervois, Azille, Blomac, Bram, Carcassonne, Castelnaudary, Caux-et-Sauzens, Ginestas, Homps, La Redorte, Labastide-d'Anjou, Lasbordes, Marseillette, Mas-Saintes-Puelles, Montferrand, Montréal, Moussan, Narbonne, Ouveillan, Paraza, Pexiora, Pezens, Port-la-Nouvelle, Puichéric, Roubia, Saint-Marcel-sur-Aude, Saint-Martin-Lalande, Saint-Nazaire-d'Aude, Sainte-Eulalie, Sallèles-d'Aude, Trèbes, Ventenac-en-Minervois, Villalier, Villedubert, Villemoustaussou, Villepinte, Villesèquelande                                                          | 4 avril 1997                | 1 647,59        | Historique, pittoresque et scientifique Le site s'étend également sur les départements de Haute-Garonne et de l'Hérault. Il comprend l'intégralité du canal, depuis Toulouse jusqu'à l'étang de Thau, ainsi que l'embranchement de La Nouvelle. Le canal du Midi est inscrit au patrimoine mondial.        | 43° 18′ 29″ N, 2° 30′ 10″ E |       |
| Paysages du canal du Midi                                            | Alzonne, Argeliers, Argens-Minervois, Azille, Badens, Blomac, Bram, Carcassonne, Castelnaudary, Caux-et-Sauzens, Cuxac-d'Aude, Ginestas, Gruissan, Homps, La Redorte, Labastide-d'Anjou, Lasbordes, Marseillette, Mas-Saintes-Puelles, Mirepeisset, Montferrand, Montréal, Moussan, Narbonne, Ouveillan, Paraza, Pennautier, Pexiora, Pezens, Port-la-Nouvelle, Puichéric, Roubia, Saint-Marcel-sur-Aude, Saint-Martin-Lalande, Saint-Nazaire-d'Aude, Sainte-Eulalie, Sallèles-d'Aude, Trèbes, Ventenac-en-Minervois, Villalier, Villedubert, Villemoustaussou, Villepinte, Villesèquelande | 25 septembre 2017           | 18 276,61       | Pittoresque Le site s'étend également sur les départements de Haute-Garonne et de l'Hérault. Il concerne les terrains situés de part et d'autre du canal. Le canal du Midi est inscrit au patrimoine mondial.                                                                                              | 43° 16′ 34″ N, 2° 38′ 43″ E |       |
| Massif de la Clape                                                   | Armissan, Fleury, Gruissan, Narbonne, Vinassan | 9 mars 1973                 | 7 839,02        | Pittoresque | 43° 10′ 59″ N, 3° 07′ 44″ E |       |
| Défilé de la Pierre-Lys et gorges de Saint-Martin                    | Axat, Belvianes-et-Cavirac, Cailla, Quirbajou, Saint-Martin-Lys | 12 décembre 1946 5 mai 1947 | 674,09          | Tout critère L'arrêté de 1947 étend le site à la commune de Quirbajou. Les gorges forment également une ZNIEFF. | 42° 49′ 54″ N, 2° 12′ 57″ E |       |
| Château de Gesse                                                     | Bessède-de-Sault | 24 décembre 1943            | 2,6             | Tout critère | 42° 46′ 29″ N, 2° 08′ 47″ E |       |
| Terrains entourant l'abbaye de Fontfroide                            | Bizanet, Narbonne | 22 février 1968             | 946,7           | Pittoresque Le bâtiment de l'abbaye est un monument historique classé. | 43° 07′ 27″ N, 2° 54′ 09″ E |       |
| Pech de Bugarach et crête nord du synclinal du Fenouillèdes          | Bugarach, Camps-sur-l'Agly, Cubières-sur-Cinoble, Cucugnan, Duilhac-sous-Peyrepertuse, Padern, Paziols, Rouffiac-des-Corbières, Saint-Louis-et-Parahou, Soulatgé | 14 février 2017             | 15 076,21       | Historique et pittoresque Le site s'étend également en Pyrénées-Orientales. | 42° 50′ 35″ N, 2° 32′ 06″ E |       |
| Moulin fortifié de Canet et ses abords                               | Canet | 9 juillet 1943              | 0,36            | Pittoresque | 43° 14′ 22″ N, 2° 50′ 43″ E |       |
| Abords de la cité de Carcassonne                                     | Carcassonne | 9 mars 1998                 | 602,11          | Historique et pittoresque L'arrêté étend une protection précédente des abords datant de 1993. La cité en elle-même, ainsi qu'une zone de protection plus large, forment un site inscrit distinct. La cité de Carcassonne est inscrite au patrimoine mondial. Elle forme également un Grand Site de France. | 43° 11′ 55″ N, 2° 22′ 07″ E |       |
| Bastion du Calvaire                                                  | Carcassonne | 20 mars 1945                | 0,4             | Historique et pittoresque. La protection concerne un jardin aménagé au pied des vestiges d'anciennes fortifications. | 43° 12′ 39″ N, 2° 20′ 53″ E |       |
| Arboretum des Cheminières                                            | Castelnaudary, Saint-Martin-Lalande | 12 mai 1958                 | 59,75           | Scientifique Le site comprend le domaine des Cheminières, créé à la fin du XIXe siècle par Eugène Mir, dont un château de type néo-classique, son parc paysager et ses terres agricoles. | 43° 17′ 53″ N, 1° 59′ 10″ E |       |
| Gorges de la Frau                                                    | Comus | 30 mai 1944                 | 34,43           | Tout critère La protection s'applique au cours de l'Hers-Vif, ainsi qu'à une bande de terrain de 100 m sur ses rives. Les gorges forment également une ZNIEFF et une réserve biologique intégrale. | 42° 50′ 03″ N, 1° 52′ 08″ E |       |
| Grotte de l'Aguzou                                                   | Escouloubre | 1er février 1990            | 221,5           | Pittoresque et scientifique | 42° 45′ 38″ N, 2° 06′ 02″ E |       |
| Gouffre de l'Oeil Doux et ses abords                                 | Fleury | 3 août 1978                 | 79,51           | Pittoresque | 43° 11′ 31″ N, 3° 11′ 14″ E |       |
| Châteaux de Lastours et leurs abords, ainsi que les mines de Barrenc | Fournes-Cabardès, Les Ilhes, Lastours, Limousis, Villanière | 2 septembre 2010            | 362,05          | Historique, pittoresque, scientifique | 43° 20′ 23″ N, 2° 22′ 44″ E |       |
| Chapelle des Auzils et cimetière marin                               | Gruissan | 12 février 1974             | 228,71          | Pittoresque | 43° 07′ 59″ N, 3° 05′ 36″ E |       |
| Moulin à vent                                                        | Labastide-d'Anjou | 29 mars 1939                | 0,52            | Tout critère Le moulin n'a plus ses ailes, ni son toit d'origine : il ne reste plus que son fût conique. | 43° 20′ 51″ N, 1° 50′ 48″ E |       |
| Moulin à vent                                                        | Montréal | 29 mars 1939                | 0,01            | Tout critère Le moulin n'a plus d'ailes, ni de toit ; il ne subsiste plus que son fût conique. | 43° 12′ 04″ N, 2° 08′ 55″ E |       |
| Rigole de la montagne                                                | Saissac, Villemagne | 8 octobre 1996              | 118,32          | Historique et pittoresque Le site s'étend également sur le département du Tarn. La Rigole fait partie du système d'alimentation du canal du Midi. | 43° 23′ 36″ N, 2° 09′ 17″ E |       |
| Château-fort et ses abords                                           | Termes | 8 décembre 1942             | 4,23            | Historique et pittoresque Le bâtiment du château est classé comme monument historique. | 43° 00′ 09″ N, 2° 33′ 28″ E |       |
| Platane                                                              | Villardebelle | 29 juillet 1937             | 0               | Tout critère Le platane est un arbre de la liberté, planté en 1792. Il s'élève sur la place principale du village. | 43° 01′ 15″ N, 2° 23′ 37″ E |       |

### Sites inscrits
La liste suivante recense les sites inscrits de l'Aude.
Huit sites, précédemment inscrits, ont été radiés en 2022 : la halle aux blés, la place Carnot et le centre historique de la ville basse de Carcasonne, et le village de Villerouge-Termenès (requalifiés en sites patrimoniaux remarquables) ; l'église Notre-Dame-des-Vals de Ginestas, le château de Pennautier et l'église romane de Rieux-Minervois (requalifiés en périmètres d'abords de monuments historiques) ; et enfin le chêne vert sur la route de Coursan à Vinassan (qui a été abattu).
| Site                                                                                 | Communes                                                                                  | Date              | Superficie (ha) | Critères et notes | Coordonnées                 | Photo |
| ------------------------------------------------------------------------------------ | ----------------------------------------------------------------------------------------- | ----------------- | --------------- | --- | --------------------------- | ----- |
| Tour carrée, église, ancien château et leurs abords                                  | Aigues-Vives                                                                              | 7 décembre 1942   | 0,26            | | 43° 13′ 52″ N, 2° 32′ 03″ E |       |
| Agglomération d'Alet-les-Bains                                                       | Alet-les-Bains                                                                            | 28 octobre 1977   | 8,98            | Pittoresque | 42° 59′ 48″ N, 2° 15′ 21″ E |       |
| Pont d'Alet et perspective de l'ancien évêché                                        | Alet-les-Bains                                                                            | 11 juillet 1942   | 4,14            | | 42° 59′ 49″ N, 2° 15′ 12″ E |       |
| Village d'Aragon et ses abords                                                       | Aragon                                                                                    | 25 octobre 1974   | 316,97          | Pittoresque | 43° 18′ 06″ N, 2° 18′ 09″ E |       |
| Village d'Argens et ses abords                                                       | Argens-Minervois                                                                          | 16 février 1943   | 14,37           | | 43° 14′ 33″ N, 2° 45′ 57″ E |       |
| Défilé Saint-Georges                                                                 | Artigues, Axat, Sainte-Colombe-sur-Guette                                                 | 24 décembre 1943  | 243,79          | | 42° 46′ 56″ N, 2° 12′ 56″ E |       |
| Agglomération et bordures de l'étang de Bages                                        | Bages, Peyriac-de-Mer                                                                     | 6 mai 1974        | 1 652,03        | Pittoresque | 43° 06′ 38″ N, 2° 58′ 27″ E |       |
| Ensemble de l'église, du clocher et des ruines de la tour carrée au lieu-dit Le Fort | Barbaira                                                                                  | 2 décembre 1942   | 0,69            | | 43° 11′ 03″ N, 2° 30′ 40″ E |       |
| Ruines du château de Miramont                                                        | Barbaira                                                                                  | 23 novembre 1942  | 17,32           | Le château est un monument historique inscrit. | 43° 10′ 19″ N, 2° 30′ 07″ E |       |
| Gorges du Rébenty                                                                    | Belfort-sur-Rebenty, Cailla, La Fajolle, Joucou, Marsa, Mérial, Niort-de-Sault, Quirbajou | 16 septembre 1963 | 1 601,05        | Pittoresque | 42° 48′ 34″ N, 2° 04′ 30″ E |       |
| Défilé de la Pierre-Lys et gorges Saint-Martin                                       | Belvianes-et-Cavirac, Quirbajou, Saint-Martin-Lys                                         | 13 décembre 1946  | 420,28          | Pittoresque Une partie du site est classé. | 42° 49′ 45″ N, 2° 13′ 45″ E |       |
| Cité de Carcassonne et son cadre                                                     | Carcassonne                                                                               | 20 juillet 1943   | 763,96          | La partie inscrite correspond à la cité en elle-même, ainsi qu'à une partie de ses abords. La zone entourant immédiatement la cité est classée.         | 43° 12′ 05″ N, 2° 22′ 11″ E |       |
| Ruines de l'ancien château féodal de Saint-Martin de Toques et leurs abords          | Bizanet                                                                                   | 13 septembre 1943 | 42,72           | | 43° 07′ 48″ N, 2° 52′ 13″ E |       |
| Tour de Boussecos et ses abords                                                      | Bize-Minervois                                                                            | 20 août 1973      | 500,43          | Pittoresque | 43° 19′ 33″ N, 2° 52′ 41″ E |       |
| Ancien château et sa chapelle                                                        | Bouilhonnac                                                                               | 6 août 1945       | 0,25            | Pittoresque Le château est un monument historique inscrit.                                                                                              | 43° 13′ 56″ N, 2° 26′ 23″ E |       |
| Pinède de Boutenac, chapelle et grotte Saint-Simeon                                  | Boutenac                                                                                  | 9 novembre 1942   | 109,22          | | 43° 08′ 04″ N, 2° 47′ 21″ E |       |
| Bassin de Saint-Férréol et ses abords                                                | Les Brunels                                                                               | 7 février 1944    | 17,12           | Le site s'étend également dans le Tarn. Il s'agit du principal réservoir d'alimentation en eau du canal du Midi.                                        | 43° 25′ 56″ N, 2° 02′ 15″ E |       |
| Moulin fortifié et ses abords                                                        | Canet                                                                                     | 11 décembre 1942  | 1,71            | Le centre du site est classé. | 43° 14′ 23″ N, 2° 50′ 44″ E |       |
| Portail, église et tour ronde                                                        | Canet                                                                                     | 25 février 1943   | 0,51            | | 43° 13′ 47″ N, 2° 50′ 51″ E |       |
| Promenade des platanes                                                               | Canet                                                                                     | 22 janvier 1947   | 0,36            | Pittoresque | 43° 13′ 45″ N, 2° 50′ 55″ E |       |
| Cimetière autour de la chapelle de Capendu                                           | Capendu                                                                                   | 9 mars 1943       | 0,63            | La chapelle est un monument historique classé. | 43° 10′ 53″ N, 2° 33′ 54″ E |       |
| Église, château et ruines                                                            | Capendu                                                                                   | 14 décembre 1942  | 0,46            | | 43° 11′ 02″ N, 2° 33′ 32″ E |       |
| Parc du domaine Saint-Jean                                                           | Carcassonne                                                                               | 31 juillet 1945   | 3,19            | Pittoresque | 43° 13′ 49″ N, 2° 22′ 39″ E |       |
| Ancien château féodal, pont et église                                                | Cascastel-des-Corbières                                                                   | 3 novembre 1942   | 0,83            | | 42° 59′ 10″ N, 2° 45′ 31″ E |       |
| Capitelles                                                                           | Cassaignes, Coustaussa                                                                    | 22 mars 1972      | 128,37          | Pittoresque Les capitelles sont des cabanes en pierre sèche.                                                                                            | 42° 56′ 38″ N, 2° 17′ 11″ E |       |
| Hameau de Quintaine                                                                  | Castans                                                                                   | 10 janvier 1973   | 12,06           | Pittoresque | 43° 24′ 24″ N, 2° 29′ 39″ E |       |
| Ancienne porte à mâchicoulis, place et ruelle                                        | Castelnau-d'Aude                                                                          | 13 septembre 1943 | 0,07            | Petite zone autour de la place de l'Église. | 43° 13′ 56″ N, 2° 40′ 22″ E |       |
| Moulin du Pech et ses abords                                                         | Castelnaudary                                                                             | 24 décembre 1943  | 0,36            | | 43° 19′ 21″ N, 1° 57′ 10″ E |       |
| Pèlerinage de Notre-Dame-du-Cros, gorge et ruisseau du Souc                          | Caunes-Minervois                                                                          | 2 décembre 1942   | 69,3            | | 43° 20′ 21″ N, 2° 32′ 30″ E |       |
| Ville de Caunes                                                                      | Caunes-Minervois                                                                          | 10 juillet 1967   | 13,88           | Pittoresque | 43° 19′ 34″ N, 2° 31′ 43″ E |       |
| Agglomération intérieure aux cours                                                   | Chalabre                                                                                  | 1er octobre 1974  | 2,19            | Pittoresque Le site protégé est délimité par les cours Docteur-Joseph-Raynaud, Sully, Colbert et d'Aguesseau                                            | 42° 58′ 58″ N, 2° 00′ 22″ E |       |
| Calvaire et ses abords                                                               | Chalabre                                                                                  | 29 janvier 1944   | 3,78            | | 42° 59′ 27″ N, 2° 00′ 27″ E |       |
| Château                                                                              | Chalabre                                                                                  | 7 février 1944    | 8,72            | | 42° 59′ 02″ N, 2° 00′ 39″ E |       |
| Vieilles maisons sur le Blau                                                         | Chalabre                                                                                  | 29 janvier 1944   | 1,04            | | 42° 58′ 56″ N, 2° 00′ 18″ E |       |
| Gorges de l'Argent-Double                                                            | Citou                                                                                     | 7 août 1942       | 132,49          | | 43° 21′ 39″ N, 2° 32′ 07″ E |       |
| Ruines du château de Citou et escarpement rocheux                                    | Citou                                                                                     | 28 octobre 1942   | 1,3             | Le château est un monument historique inscrit. | 43° 22′ 45″ N, 2° 32′ 24″ E |       |
| Cascades de l'Ayguette                                                               | Counozouls                                                                                | 10 mai 1946       | 14,58           | Pittoresque | 42° 42′ 23″ N, 2° 13′ 51″ E |       |
| Village de Cucugnan et ses abords                                                    | Cucugnan                                                                                  | 22 septembre 1969 | 24,67           | Pittoresque | 42° 51′ 05″ N, 2° 36′ 14″ E |       |
| Église et château de Douzens                                                         | Douzens                                                                                   | 11 décembre 1942  | 0,42            | | 43° 11′ 13″ N, 2° 35′ 51″ E |       |
| Ruines du château de Durban et leurs abords                                          | Durban-Corbières                                                                          | 28 octobre 1942   | 0,96            | | 42° 59′ 40″ N, 2° 48′ 57″ E |       |
| Chapelle Notre-Dame-de-l'Olive et ses abords                                         | Embres-et-Castelmaure                                                                     | 3 février 1944    | 5,29            | | 42° 56′ 52″ N, 2° 51′ 13″ E |       |
| Vieux village de Castelmaure                                                         | Embres-et-Castelmaure                                                                     | 24 décembre 1943  | 3,38            | | 42° 56′ 20″ N, 2° 49′ 59″ E |       |
| Sanctuaire Notre-Dame-de-Consolation et ses abords                                   | Fabrezan                                                                                  | 11 janvier 1943   | 21,56           | | 43° 08′ 30″ N, 2° 41′ 02″ E |       |
| Église et ses abords                                                                 | Félines-Termenès                                                                          | 2 décembre 1942   | 0,21            | | 42° 59′ 19″ N, 2° 37′ 00″ E |       |
| Gorge de la Caune                                                                    | Félines-Termenès                                                                          | 10 décembre 1942  | 25,22           | | 42° 59′ 31″ N, 2° 36′ 36″ E |       |
| Cascade de la Piche                                                                  | Festes-et-Saint-André                                                                     | 6 août 1945       | 0,5             | Pittoresque | 42° 57′ 33″ N, 2° 08′ 23″ E |       |
| Église Saint-Julien et ses abords                                                    | Fitou                                                                                     | 31 décembre 1942  | 0,62            | | 42° 53′ 30″ N, 2° 58′ 25″ E |       |
| Ruines du château féodal et leurs abords                                             | Fitou                                                                                     | 2 décembre 1942   | 1,12            | Le château est un monument historique inscrit. | 42° 53′ 37″ N, 2° 58′ 39″ E |       |
| Roc de la Batterie                                                                   | Fleury                                                                                    | 6 novembre 1942   | 1,44            | | 43° 10′ 35″ N, 3° 11′ 30″ E |       |
| Bénitiers de l'Aric et leurs abords                                                  | Floure                                                                                    | 6 novembre 1942   | 86,08           | Curiosité géologique de la montagne d'Alaric. | 43° 10′ 25″ N, 2° 29′ 16″ E |       |
| Église et château de Fontcouverte, avec leurs abords                                 | Fontcouverte                                                                              | 19 juin 1942      | 0,78            | | 43° 10′ 04″ N, 2° 41′ 12″ E |       |
| Mont Saint-Victor et son ermitage                                                    | Fontjoncouse                                                                              | 10 décembre 1942  | 821,85          | | 43° 02′ 20″ N, 2° 47′ 59″ E |       |
| Fontaine couverte et ses abords                                                      | Fontcouverte                                                                              | 10 décembre 1942  | 0,02            | | 43° 10′ 13″ N, 2° 41′ 07″ E |       |
| Tour de l'horloge, fontaine XVIIIe siècle, église, promenade du Bosquet              | Fontiers-Cabardès                                                                         | 14 janvier 1944   | 2,14            | | 43° 22′ 13″ N, 2° 14′ 51″ E |       |
| Ancien château et église de Fontjoucouse                                             | Fontjoncouse                                                                              | 10 décembre 1942  | 0,62            | | 43° 02′ 49″ N, 2° 47′ 16″ E |       |
| Chapelle Sainte-Colombe et ses abords                                                | Fraissé-des-Corbières                                                                     | 4 février 1943    | 1,57            | | 42° 57′ 27″ N, 2° 51′ 29″ E |       |
| Château et ses abords                                                                | Fraissé-des-Corbières                                                                     | 13 novembre 1942  | 0,18            | | 42° 57′ 44″ N, 2° 51′ 35″ E |       |
| Agglomération de Gruissan                                                            | Gruissan                                                                                  | 17 février 1944   | 7,59            | | 43° 06′ 26″ N, 3° 05′ 10″ E |       |
| Étang de Gruissan et ses abords                                                      | Gruissan                                                                                  | 9 janvier 1963    | 313,46          | Pittoresque | 43° 06′ 54″ N, 3° 04′ 49″ E |       |
| Massif de la Clape                                                                   | Gruissan, Vinassan                                                                        | 20 décembre 1968  | 48,38           | Pittoresque La plupart du massif est classé depuis 1973 ; le reliquat des zones encore inscrites s'étend sur les communes de Gruissan et Vinassan.      | 43° 12′ 03″ N, 3° 05′ 03″ E |       |
| Chapelle romane et ses abords                                                        | Homps                                                                                     | 11 juillet 1942   | 1,65            | La chapelle est un monument historique inscrit. | 43° 16′ 00″ N, 2° 43′ 03″ E |       |
| Tour Saint-Michel des chevaliers de Malte                                            | Homps                                                                                     | 5 novembre 1942   | 0,42            | | 43° 16′ 06″ N, 2° 43′ 13″ E |       |
| Prise d'eau de l'Alzau et lieu-dit:"La Galaube"                                      | Lacombe                                                                                   | 24 janvier 1945   | 14,86           | | 43° 24′ 06″ N, 2° 13′ 38″ E |       |
| Vallon de Rieunette et abbaye                                                        | Ladern-sur-Lauquet                                                                        | 12 septembre 1945 | 57,68           | Pittoresque | 43° 05′ 56″ N, 2° 24′ 06″ E |       |
| Abords de l'agglomération de Lagrasse et gorges de l'Alsou                           | Lagrasse, Ribaute                                                                         | 28 mars 1980      | 670,96          | Pittoresque | 43° 05′ 38″ N, 2° 35′ 52″ E |       |
| Les Auzines                                                                          | Lagrasse                                                                                  | 30 septembre 1970 | 64,32           | Pittoresque | 43° 05′ 59″ N, 2° 35′ 09″ E |       |
| Château et ses abords                                                                | Lanet                                                                                     | 11 décembre 1942  | 1,42            | | 42° 57′ 50″ N, 2° 29′ 39″ E |       |
| Église de Lanet et ses abords                                                        | Lanet                                                                                     | 9 décembre 1942   | 0,79            | | 42° 57′ 53″ N, 2° 29′ 49″ E |       |
| Gorges de l'Orbieu                                                                   | Lanet, Montjoi                                                                            | 9 décembre 1942   | 423,41          | | 42° 58′ 54″ N, 2° 28′ 40″ E |       |
| Village de Laurac                                                                    | Laurac                                                                                    | 26 avril 1946     | 5,78            | Pittoresque | 43° 13′ 45″ N, 1° 58′ 30″ E |       |
| Donjon                                                                               | Lespinassière                                                                             | 9 novembre 1942   | 34,44           | Pittoresque | 43° 24′ 08″ N, 2° 32′ 16″ E |       |
| Plateau et bourgs de Leucate et de La Franqui                                        | Leucate                                                                                   | 23 décembre 1986  | 1 529,63        | Pittoresque | 42° 54′ 47″ N, 3° 01′ 53″ E |       |
| Tour de Montrabech et ses abords                                                     | Lézignan-Corbières                                                                        | 19 juin 1942      | 6,11            | | 43° 14′ 06″ N, 2° 47′ 31″ E |       |
| Grottes                                                                              | Limousis                                                                                  | 10 septembre 1947 | 24,62           | Pittoresque | 43° 20′ 37″ N, 2° 24′ 54″ E |       |
| Basilique Notre-Dame de Marceille et ses abords                                      | Limoux                                                                                    | 12 mars 1943      | 9,05            | | 43° 04′ 00″ N, 2° 13′ 34″ E |       |
| Place de la République                                                               | Limoux                                                                                    | 12 mars 1943      | 0,65            | | 43° 03′ 14″ N, 2° 13′ 03″ E |       |
| Pont Neuf, plan d'eau de l'Aude et abords                                            | Limoux                                                                                    | 9 décembre 1942   | 1,37            | Le pont est un monument historique inscrit. | 43° 03′ 14″ N, 2° 13′ 10″ E |       |
| Promenade des Platanes                                                               | Limoux                                                                                    | 17 janvier 1944   | 1,39            | | 43° 03′ 12″ N, 2° 12′ 51″ E |       |
| Ruines du château et berges du Lauquet                                               | Mas-des-Cours                                                                             | 6 août 1945       | 1               | Pittoresque | 43° 07′ 48″ N, 2° 25′ 26″ E |       |
| Église et ses abords                                                                 | Miraval-Cabardès                                                                          | 6 août 1945       | 0,11            | Pittoresque | 43° 22′ 55″ N, 2° 20′ 44″ E |       |
| Agglomération de Mireval                                                             | Mireval-Lauragais                                                                         | 20 juillet 1973   | 31,74           | Pittoresque | 43° 15′ 15″ N, 1° 57′ 18″ E |       |
| Chapelle Notre-Dame-de-Colombier et abords                                           | Montbrun-des-Corbières                                                                    | 4 juin 1942       | 10,76           | La chapelle est un monument historique classé. | 43° 12′ 31″ N, 2° 40′ 52″ E |       |
| Site de Naurouze                                                                     | Montferrand                                                                               | 25 mai 1953       | 7,06            | Pittoresque Le site encore inscrit est le reliquat de l'inscription initiale, en grande partie abrogée par le classement des paysages du canal du Midi. | 43° 21′ 15″ N, 1° 49′ 31″ E |       |
| Chapelle Saint-Roch et ses abords                                                    | Montolieu                                                                                 | 17 avril 1963     | 21,18           | Pittoresque | 43° 18′ 23″ N, 2° 13′ 44″ E |       |
| Ruines du Castellas et berges du Veyret                                              | Montredon-des-Corbières                                                                   | 13 septembre 1943 | 330,88          | | 43° 10′ 14″ N, 2° 56′ 01″ E |       |
| Ruines du moulin du Rouc et abords                                                   | Montredon-des-Corbières                                                                   | 13 septembre 1943 | 9,8             | | 43° 11′ 16″ N, 2° 55′ 53″ E |       |
| La Roquelongue                                                                       | Montséret, Saint-André-de-Roquelongue                                                     | 3 novembre 1942   | 30,26           | | 43° 06′ 35″ N, 2° 49′ 17″ E |       |
| Tour Carbonac et ses abords                                                          | Monze                                                                                     | 15 octobre 1945   | 0,17            | Pittoresque La tour est un monument historique inscrit.                                                                                                 | 43° 08′ 57″ N, 2° 28′ 43″ E |       |
| Pont des États de Languedoc et ses abords                                            | Ornaisons                                                                                 | 24 décembre 1943  | 8,65            | Le pont est un monument historique inscrit. | 43° 11′ 17″ N, 2° 49′ 59″ E |       |
| Cyprès et puits de la métairie de Gondal                                             | Palaja                                                                                    | 6 août 1945       | 0,91            | Pittoresque | 43° 10′ 03″ N, 2° 22′ 23″ E |       |
| Capitelles                                                                           | La Palme                                                                                  | 30 mai 1973       | 0,89            | Pittoresque | 42° 58′ 55″ N, 3° 00′ 52″ E |       |
| Porte de la Barbacane et tour de l'Horloge                                           | La Palme                                                                                  | 23 octobre 1942   | 0,05            | La porte est un monument historique inscrit. | 42° 58′ 30″ N, 2° 59′ 31″ E |       |
| Îles Sainte-Lucie, de l'Aute, de Planasse et du Soulier                              | Peyriac-de-Mer, Port-la-Nouvelle, Sigean                                                  | 10 novembre 1966  | 2 734,69        | Pittoresque | 43° 03′ 44″ N, 2° 59′ 15″ E |       |
| Centre ancien de Peyriac-Minervois                                                   | Peyriac-Minervois                                                                         | 20 décembre 1976  | 2,13            | Pittoresque | 43° 17′ 29″ N, 2° 34′ 03″ E |       |
| Château                                                                              | Pomas                                                                                     | 3 août 1945       | 0,71            | Pittoresque | 43° 06′ 40″ N, 2° 17′ 31″ E |       |
| Île de la Nadière                                                                    | Port-la-Nouvelle                                                                          | 22 août 1947      | 0,72            | Pittoresque | 43° 02′ 20″ N, 3° 02′ 26″ E |       |
| Église Notre-Dame-des-Oubiels et ses abords                                          | Portel-des-Corbières                                                                      | 2 décembre 1942   | 8,2             | L'église est un monument historique classé. | 43° 03′ 09″ N, 2° 54′ 46″ E |       |
| Rive gauche du Berre                                                                 | Portel-des-Corbières                                                                      | 17 février 1944   | 6,22            | | 43° 03′ 09″ N, 2° 55′ 16″ E |       |
| Église et château                                                                    | Puichéric                                                                                 | 11 juillet 1942   | 0,63            | | 43° 13′ 28″ N, 2° 37′ 27″ E |       |
| Propriété et château                                                                 | Puilaurens                                                                                | 29 janvier 1944   | 28,63           | | 42° 48′ 14″ N, 2° 17′ 53″ E |       |
| Butte du château                                                                     | Puivert                                                                                   | 18 janvier 1944   | 1,52            | | 42° 55′ 16″ N, 2° 03′ 19″ E |       |
| Aude et ses rives                                                                    | Quillan                                                                                   | 12 mai 1943       | 1,95            | | 42° 52′ 29″ N, 2° 11′ 09″ E |       |
| Tour ronde et église                                                                 | Quintillan                                                                                | 11 juillet 1942   | 0,31            | | 42° 57′ 58″ N, 2° 42′ 35″ E |       |
| Parc des Bains de la Reine, cascades et falaise de Montferrand                       | Rennes-les-Bains                                                                          | 25 février 1947   | 4,37            | Pittoresque | 42° 55′ 19″ N, 2° 19′ 15″ E |       |
| Village de Rennes-le-Château et ses abords                                           | Rennes-le-Château                                                                         | 18 septembre 1973 | 300,03          | Pittoresque | 42° 55′ 31″ N, 2° 15′ 33″ E |       |
| Plan d'eau, pont et rives de l'Argent-Double                                         | Rieux-Minervois                                                                           | 13 décembre 1942  | 5,79            | | 43° 17′ 05″ N, 2° 35′ 07″ E |       |
| Pont-Vieux sur le Sou et ses abords                                                  | Rieux-en-Val                                                                              | 3 août 1945       | 2,98            | Pittoresque Le pont est un monument historique inscrit.                                                                                                 | 43° 04′ 51″ N, 2° 32′ 04″ E |       |
| Église Sainte-Cécile                                                                 | Rivel                                                                                     | 16 octobre 1952   | 11,46           | Pittoresque | 42° 56′ 39″ N, 2° 00′ 20″ E |       |
| Château et chapelle                                                                  | Roquecourbe-Minervois                                                                     | 10 décembre 1942  | 0,44            | | 43° 13′ 14″ N, 2° 38′ 56″ E |       |
| Hameau de Cubserviès                                                                 | Roquefère                                                                                 | 17 mars 1964      | 16,09           | Pittoresque | 43° 23′ 54″ N, 2° 22′ 16″ E |       |
| Chapelle Saint-Martin et ses abords                                                  | Roquefort-des-Corbières                                                                   | 14 décembre 1942  | 17,71           | | 42° 59′ 37″ N, 2° 56′ 38″ E |       |
| Site de la Roque                                                                     | Roquefort-des-Corbières                                                                   | 14 décembre 1942  | 74,7            | | 42° 59′ 17″ N, 2° 57′ 46″ E |       |
| Église, square et place                                                              | Saint-Couat-d'Aude                                                                        | 22 octobre 1942   | 0,17            | | 43° 12′ 11″ N, 2° 37′ 51″ E |       |
| Source cimentée et cours du Barrou                                                   | Saint-Jean-de-Barrou                                                                      | 2 décembre 1942   | 0,16            | | 42° 57′ 26″ N, 2° 50′ 27″ E |       |
| Vieux village fortifié                                                               | Saint-Pierre-des-Champs                                                                   | 30 juin 1955      | 0,9             | Pittoresque | 43° 03′ 29″ N, 2° 36′ 11″ E |       |
| Bassin du Lampy                                                                      | Saissac                                                                                   | 29 janvier 1944   | 55,8            | | 43° 24′ 45″ N, 2° 10′ 01″ E |       |
| Partie de l'agglomération de Saissac et ses abords                                   | Saissac                                                                                   | 23 août 1974      | 25,52           | Pittoresque | 43° 21′ 30″ N, 2° 10′ 13″ E |       |
| Vieux pont sur le Rialsesse et ses abords                                            | Serres                                                                                    | 6 août 1945       | 0,35            | Pittoresque | 42° 56′ 46″ N, 2° 19′ 26″ E |       |
| Château et ses abords                                                                | Serviès-en-Val                                                                            | 24 décembre 1943  | 1,14            | Le château est un monument historique inscrit. | 43° 05′ 20″ N, 2° 31′ 09″ E |       |
| Gorges de Coneypont                                                                  | Termes                                                                                    | 26 février 1943   | 52,69           | | 42° 59′ 09″ N, 2° 33′ 59″ E |       |
| Gorges du Termenet                                                                   | Termes                                                                                    | 8 décembre 1942   | 74,54           | | 43° 00′ 14″ N, 2° 33′ 28″ E |       |
| Ermitage Sainte-Cécile                                                               | Tourouzelle                                                                               | 19 juin 1942      | 3,56            | | 43° 15′ 00″ N, 2° 41′ 58″ E |       |
| Porte nord et ses abords                                                             | Tourouzelle                                                                               | 9 décembre 1942   | 0,1             | | 43° 15′ 14″ N, 2° 43′ 17″ E |       |
| Tour carrée et ses abords                                                            | Trausse                                                                                   | 19 mars 1943      | 0,05            | | 43° 18′ 43″ N, 2° 33′ 44″ E |       |
| Ruines du château d'Aguilar et leurs abords                                          | Tuchan                                                                                    | 18 novembre 1946  | 7,62            | Le château est un monument historique classé. | 42° 53′ 25″ N, 2° 44′ 47″ E |       |
| Tour de Fa et colline sur laquelle elle se dresse                                    | Val-du-Faby                                                                               | 6 août 1945       | 0,17            | La tour est un monument historique inscrit. | 42° 56′ 02″ N, 2° 11′ 32″ E |       |
| Canal du Midi, arbres, pont et ancien château de Ventenac                            | Ventenac-en-Minervois                                                                     | 11 juillet 1942   | 0,49            | | 43° 14′ 52″ N, 2° 51′ 36″ E |       |
| Fontaine de Ventenac                                                                 | Ventenac-en-Minervois                                                                     | 11 juillet 1942   | 0,12            | | 43° 15′ 09″ N, 2° 51′ 38″ E |       |
| Roches droites                                                                       | Vignevieille                                                                              | 11 décembre 1942  | 8,34            | | 43° 00′ 53″ N, 2° 32′ 28″ E |       |
| Ruines du château de Durfort                                                         | Vignevieille                                                                              | 22 septembre 1943 | 64,83           | | 43° 01′ 03″ N, 2° 32′ 59″ E |       |
| Château de Villegly et son parc                                                      | Villegly                                                                                  | 30 novembre 1972  | 3,38            | Pittoresque | 43° 17′ 05″ N, 2° 26′ 24″ E |       |
| Statue et chapelle ruinée de Notre-Dame de Récaouffa                                 | Villeneuve-les-Corbières                                                                  | 14 février 1943   | 21,41           | | 42° 58′ 29″ N, 2° 47′ 30″ E |       |
| Gorges de Turi                                                                       | Villesèque-des-Corbières                                                                  | 16 juillet 1943   | 650,36          | | 43° 02′ 12″ N, 2° 50′ 33″ E |       |
| Chapelle de Gléon et ses abords                                                      | Villesèque-des-Corbières                                                                  | 17 janvier 1944   | 1,43            | La chapelle est un monument historique inscrit. | 43° 02′ 21″ N, 2° 51′ 32″ E |       |
| Ormeau de la promenade                                                               | Villesèquelande                                                                           | 6 août 1945       | 0,07            | L'arbre serait un orme de Sully, planté sous le règne d'Henri IV.                                                                                       | 43° 14′ 16″ N, 2° 13′ 57″ E |       |